# Réflexe cornéen
Le réflexe cornéen est un clignement involontaire bilatéral des paupières provoqué par une stimulation de la cornée (par exemple par le toucher ou par un corps étranger). La stimulation doit susciter à la fois une réponse directe et consensuelle (réponse de l'œil opposé). Le réflexe se produit à un rythme rapide de 0,1 seconde. Le but de ce réflexe est de protéger les yeux des corps étrangers au même titre que le réflexe optico-palpébral déclenché par une lumière vive ou l'apparition rapide d'un objet dans le champ visuel.
Le réflexe cornéen est plus rapide que le réflexe optico-palpébral.

## Mécanisme
Le réflexe est transmis par :
- le nerf naso-ciliaire de la branche ophtalmique (V1) et du nerf trijumeau (CN V) détectant le stimulus sur la cornée uniquement (fibre afférente).
- les branches temporales et zygomatiques du nerf facial (CN VII) initiant la réponse motrice (fibre efférente).
- le centre est situé dans le pont du tronc cérébral.

L'utilisation de lentilles de contact peut diminuer, voire supprimer ce réflexe.

## Aspect clinique
L'examen du réflexe cornéen fait partie de certains examens neurologiques, notamment lors de l'évaluation du coma, comme lors de l'évaluation du score FOUR.
Normalement, les deux yeux doivent se fermer lorsque l'une des cornées est excitée.
Si aucun œil ne se ferme, soit l'un des nerfs naso-ciliaire, ophtalmique ou trijumeau ipsilatéraux est endommagé, soit le nerf facial (CN VII) est endommagé bilatéralement.
Si seul l'œil controlatéral se ferme, le nerf facial ipsilatéral est endommagé.
Si seul l'œil homolatéral se ferme, le nerf facial controlatéral est endommagé.

### Remarque
Il existe un réflexe de clignement des yeux provoqué par l'émission de sons supérieurs à 40–60 dB mais qui ne prend pas la même voie réflexe.

## Clignement cyclique
Le clignement normal cyclique des paupières qui se produit typiquement 2 à 10 fois par seconde n'est pas une réponse à ce réflexe.
Une zone du cerveau, le globus pallidus des ganglions de la base, contient un centre qui contrôle ce clignement.
Cependant, les stimuli externes sont toujours impliqués. Le clignement est lié aux mouvements générés par les  muscles oculomoteurs  Le clignement est souvent concomitant avec un changement de direction du regard, et on pense que cela aide le mouvement du globe oculaire.